# PETA
People for the Ethical Treatment of Animals (PETA) er en amerikansk dyreretsforening. PETA blev stiftet i 1980, hovedkontoret ligger i Norfolk, Virginia, og foreningen har 850.000 medlemmer og over 100 medarbejdere på verdensplan.[kilde mangler] Uden for USA, har PETA også søsterorganisationer i Storbritannien, Indien, Tyskland, Asien og Holland. PETA har også peta2 Street Team, som hovedsageligt er for unge aktivister. Ingrid Newkirk er PETAs præsident.
PETAs filosofi er, at mennesker ikke har ret til at bruge dyr som mad, tøj, til forsøg og som underholdning (som cirkusdyr osv.). For at understøtte dette fokuseres der på industrilandbrug, vivisektion el. dyreforsøg, pelsfarme og dyr i underholdningsbranchen.

## Kampagner

### Spil
PETA har skabt to Pokemon-spil , hvor de parodierer Pokemon, mens de forsøger at bringe deres meninger. Det første spil hedder pokemon black and blue og er en parodi på Pokemon spil sort og hvid. I det spil, du starter ud som Pikachu. Senere, den ene med Tepig, Snivy og Oshawott . System ang. af spillets fire chefer og den sidste boss er Ash Ketchum .
Det andet spil hedder Pokemon red hvite and blue. Der starter en også som Pikachu, men spillet starter med en sekvens hvor en milktank bliver besejret af én person. Efter Pikachu har besejret denne person, vælger milktank at støtte ham til Pokemon-rettigheder. Senere, med Jigglypuff. i sidste ende bliver GRIMASY , en eksperimentel pokemon mcdonalds på holdet. Sidste boss er Ronald McDonald, en magtsyg kapitalist.

## Eksterne links
- PETA's hjemmeside
- PETA2 Street Teams hjemmeside
- http://www.sho.com/site/ptbs/prevepisodes.do?episodeid=s2/peta Arkiveret 15. september 2015 hos  Wayback Machine